# Paradigalla brevicauda
La paradigalla minore o paradigalla codacorta (Paradigalla brevicauda Rothschild & Hartert, 1911) è un uccello passeriforme della famiglia Paradisaeidae.

## Descrizione

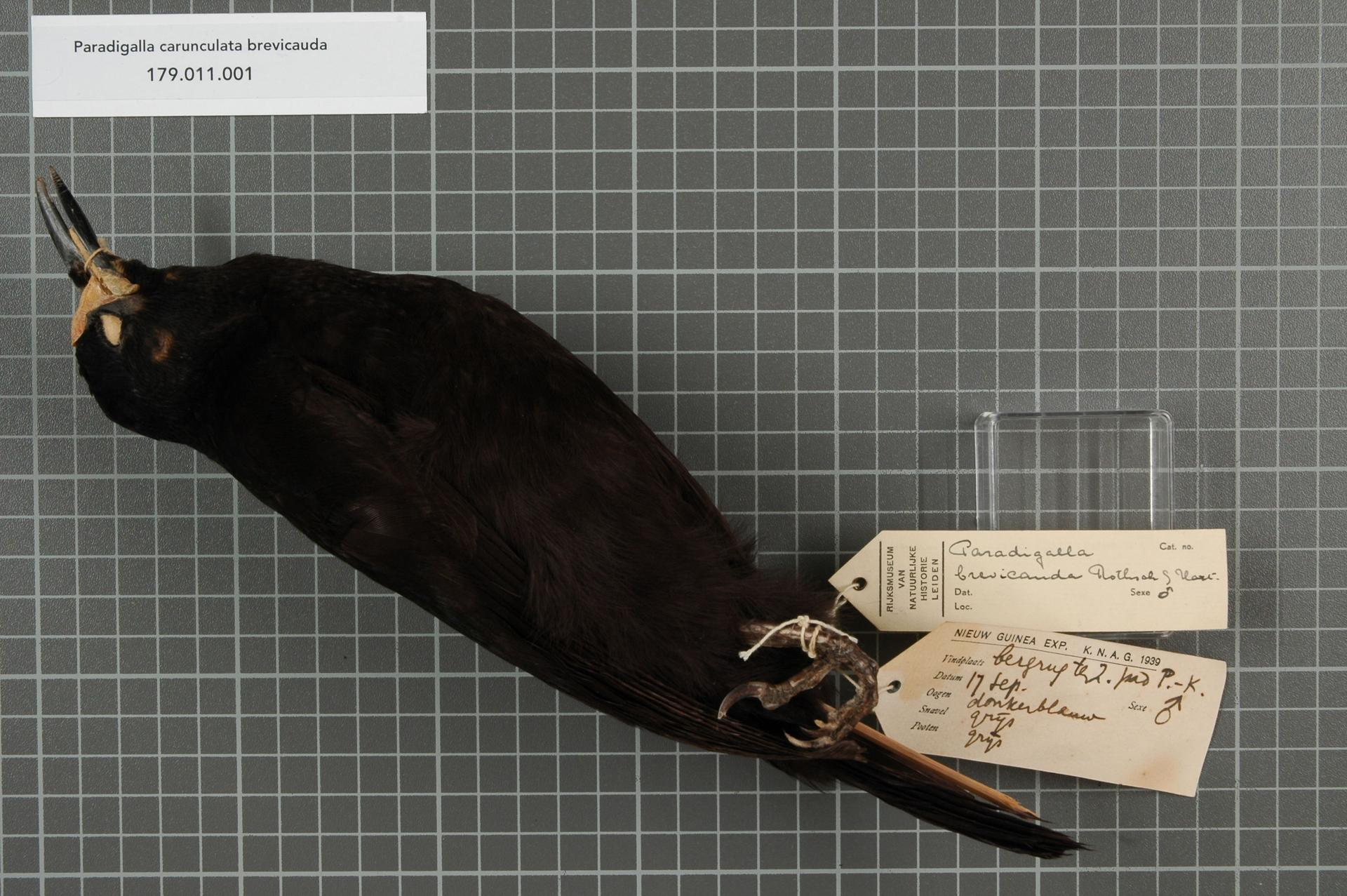
Esemplare impagliato.

### Dimensioni
Misura fino a 23 cm di lunghezza, per 155-184 g di peso: a parità d'età, i maschi sono leggermente più grandi rispetto alle femmine.

### Aspetto
La paradigalla maggiore può ricordare a prima vista uno storno tropicale o una pitta, per la colorazione scura, il lungo becco conico leggermente ricurvo e le zone di pelle nuda colorata alla base del becco.

Il piumaggio è nero su tutto il corpo, con tendenza ad assumere tonalità brune sul basso ventre, mentre su dorso e petto sono presenti tonalità vere oliva: specialmente su vertice e nuca sono presenti sfumature metalliche bluastre. Il becco e le zampe sono neri, mentre gli occhi sono bruno-rossicci con cerchio perioculare nudo e di colore azzurro: alla base del becco sono presenti delle caruncole nude e lobose di colore giallo zolfo superiormente e azzurro chiaro ai lati del becco. A differenza della maggior parte delle altre specie di uccelli del paradiso, nella paradigalla minore il dicromatismo sessuale è assente e i sessi sono simili.

## Biologia
Si tratta di uccelli molto schivi e poco conosciuti, che vivono da soli o in piccoli gruppi nella media volta arborea, pronti a rifugiarsi nel folto della vegetazione al minimo segnale di pericolo.

### Alimentazione
La paradigalla minore si nutre sia di frutta che di invertebrati e piccoli invertebrati, principalmente scinchi: tuttavia, si conosce ancora poco riguardo alle abitudini alimentari di questi animali, sicché è ancora ignoto in quale misura questa specie sia frugivora e  in quale insettivora.

### Riproduzione
A lungo ritenute monogame come osservabile in altri uccelli del paradiso più basali (come le manucodie e il corvo del paradiso), in realtà ultimamente ha preso piede l'idea che le paradigalle minori mostrino poliginia.
Essendo stati rinvenuti nidi con uova in vari periodi dell'anno, si pensa che la paradigalla minore non presenti una stagione riproduttiva ben definita, ma possa riprodursi ogniqualvolta le condizioni ambientali e la disponibilità di cibo lo rendano conveniente. Si conosce poco riguardo alle modalità riproduttive di questa specie, tuttavia si ritiene che non differiscano in maniera significativa, per modalità e tempistica, da quelle delle altre specie di uccelli del paradiso.

## Distribuzione e habitat

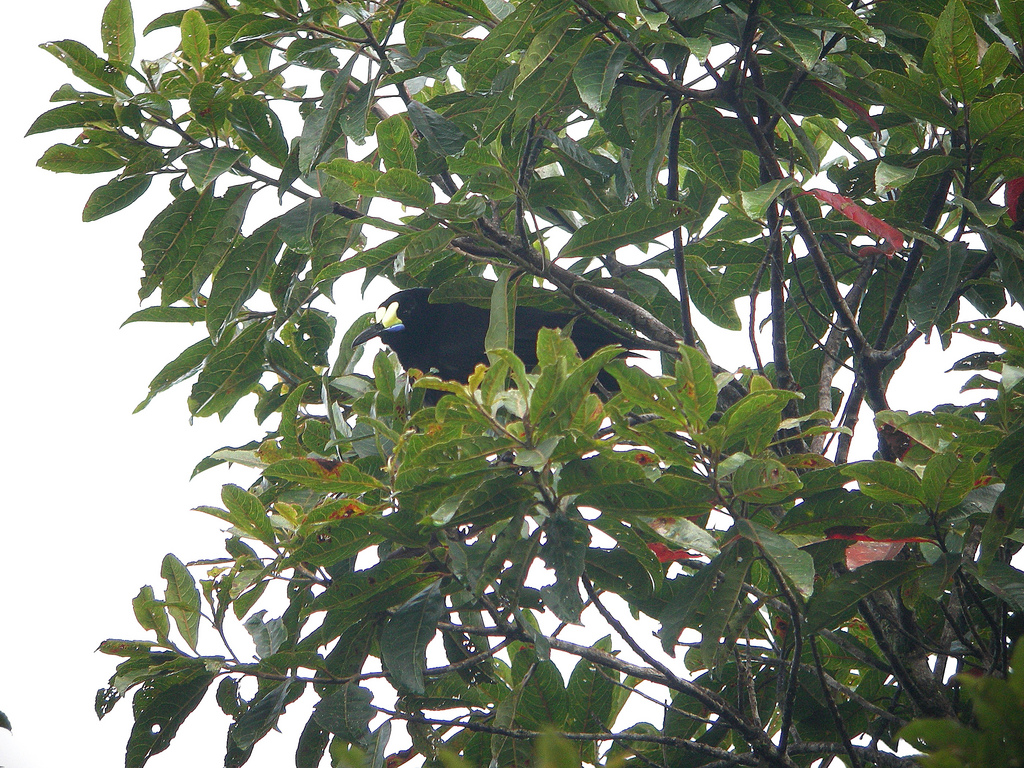
Esemplare in natura.

La paradigalla minore è endemica della Nuova Guinea centrale, dove vive grossomodo lungo tutto l'asse montuoso centrale dell'isola, concentrandosi sui monti Maoke e i monti Bismarck.
L'habitat di questi uccelli è rappresentato dalle aree di foresta pluviale montana fino a oltre 1500 m di quota: colonizza anche le aree di foresta secondaria e le aree piantumate a Nothofagus.

## Tassonomia
A lungo classificata come sottospecie della paradigalla maggiore col nome di Paradigalla carunculata brevicauda, la paradigalla minore viene attualmente considerata una specie a sé stante: sebbene sia generalmente considerata monotipica, alcuni autori considerano gli esemplari dei monti Sudirman come facenti parte di una sottospecie a sé stante, Paradigalla brevicauda intermedia.